# Vladislav Bezborodov

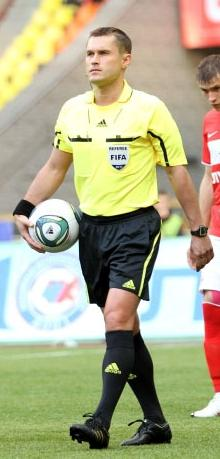
Vladislav Bezborodov

Vladislav Joerjevitsj Bezborodov (Russisch: Владислав Юрьевич Безбородов) (Sint Petersburg, 15 januari 1973) is een Russisch voetbalscheidsrechter en voormalig voetballer.
Van 1991 tot 2002 speelde hij als middenvelder en aanvaller. In 1991 speelde hij bij FK Zenit Sint-Petersburg, in 1998 bij Dinamo Sint-Petersburg, van 1991 tot 2001 bij FK Ventspils, in 2001 bij Dinamo Minsk en Sjachtjor Salihorsk en in 2002 bij Torpedo-MAZ Minsk. Na zijn tijd bij FK Zenit Sint-Petersburg stopte hij voor vijf jaar met voetballen om te kunnen studeren in de Verenigde Staten. In 1998 keerde hij terug naar Rusland en speelde bij Dinamo Sint-Petersburg in de Russische Tweede Divisie. Sinds 2001 is hij scheidsrechter in het algemeen; sinds 2009 onder FIFA.
In 2010 werd hij geselecteerd samen met twee andere Russische scheidsrechters om wedstrijden in de UEFA Champions League en de Europa League te leiden. Sinds 2009 leidt hij ook internationale wedstrijden, dertien tot op heden.
Op 30 mei 2012 floot hij de oefenwedstrijd tussen Nederland en Slowakije in Rotterdam. Deze wedstrijd eindigde in een 2-0 zege voor het Nederlands elftal.

## Interlands
| Datum             | Wedstrijd                       | Uitslag | Competitie           | Kreeg geel | Kreeg voor de tweede keer geel en dus rood | Weggestuurd |
| ----------------- | ------------------------------- | ------- | -------------------- | ---------- | ------------------------------------------ | ----------- |
| 3 maart 2010      | Kazachstan – Moldavië           | 0 – 1   | Vriendschappelijk    | 3          | 1                                          | 0           |
| 26 mei 2010       | Frankrijk – Costa Rica          | 2 – 1   | Vriendschappelijk    | 1          | 0                                          | 0           |
| 7 september 2010  | Bulgarije – Montenegro          | 0 – 1   | EK-kwalificatie      | 5          | 0                                          | 0           |
| 25 maart 2011     | Oostenrijk – België             | 0 – 2   | EK-kwalificatie      | 1          | 0                                          | 0           |
| 10 augustus 2011  | Letland – Finland               | 0 – 2   | Vriendschappelijk    | 3          | 0                                          | 0           |
| 30 mei 2012       | Nederland – Slowakije           | 2 – 0   | Vriendschappelijk    | 2          | 0                                          | 0           |
| 16 oktober 2012   | Tsjechië – Bulgarije            | 0 – 0   | WK-kwalificatie      | 5          | 0                                          | 0           |
| 2 juni 2013       | Oekraïne – Kameroen             | 0 – 0   | Vriendschappelijk    | 3          | 0                                          | 0           |
| 9 september 2014  | Kroatië – Malta                 | 2 – 0   | EK-kwalificatie      | 2          | 0                                          | 1           |
| 10 oktober 2014   | Wales – Bosnië en Herz.         | 0 – 0   | EK-kwalificatie      | 7          | 0                                          | 0           |
| 6 september 2015  | Cyprus – België                 | 0 – 1   | EK-kwalificatie      | 4          | 0                                          | 0           |
| 8 oktober 2016    | Armenië – Roemenië              | 0 – 5   | WK-kwalificatie      | 1          | 0                                          | 1           |
| 25 maart 2017     | Zwitserland – Letland           | 1 – 0   | WK-kwalificatie      | 4          | 0                                          | 0           |
| 10 juni 2017      | Kazachstan – Denemarken         | 1 – 3   | WK-kwalificatie      | 2          | 0                                          | 1           |
| 10 oktober 2017   | Estland – Bosnië en Herzegovina | 1 – 2   | WK-kwalificatie      | 4          | 0                                          | 0           |
| 14 november 2017  | Argentinië – Nigeria            | 2 – 4   | Vriendschappelijk    | 1          | 0                                          | 0           |
| 4 juni 2018       | Italië – Nederland              | 1 – 1   | Vriendschappelijk    | 5          | 0                                          | 1           |
| 10 september 2018 | Servië – Roemenië               | 2 – 2   | UEFA Nations League  | 3          | 0                                          | 0           |
| 17 november 2018  | Albanië – Schotland             | 0 – 4   | UEFA Nations League  | 7          | 0                                          | 1           |
| 21 maart 2019     | Slowakije – Hongarije           | 2 – 0   | EK 2020 kwalificatie | 7          | 0                                          | 0           |

Bijgewerkt op 21 maart 2019.